# Jägertee
Jägertee (alternativt Jagatee eller Jagertee) är en alkoholhaltig varm dryck, gjord av svart te, råsocker, kryddor samt  obstler eller rom och innehåller cirka 12-15 volymprocent alkohol.
Jägertee dricks varmt som svensk glögg eller glühwein och finns även att köpa som helt eller delvis färdigblandad mix.
Varje servering har ofta sitt eget specialrecept med olika kryddning.
Den vanligaste alkoholingrediensen är det österrikiska märket Stroh rom. Kryddor kan vara kanel, nejlika eller anis. I vissa recept ingår även rött vin.
Legenden är att jägare och skogsarbetare i de österrikiska delstaterna Tyrolen och Vorarlberg förr under vinterns hårda arbete i alpsluttningarnas skog stärkte sig med drycken. Idag har Jägertee blivit en populär dryck bland skidturister och vandrare och säljs av nästan varje alpstuga.
Namnet är, i alla dess former, skyddat av EU som en typisk österrikisk produkt och får därför endast säljas under de namnen om det producerats i Österrike. Därför finns det en mängd andra sorter med i stort sett identiskt innehåll som säljs under andra "Alp-inspirerade" namn såsom "Hüttentee" eller "Förstertee".